# Преобразяване с шапки
„Преобразяване с шапки“ (на френски: Chapeaux à transformations) е френски късометражна комедия от 1895 година на режисьора Луи Люмиер с участието на Фелисиен Треве.

## Сюжет
В комичен стил, един актьор (Фелисиен Треве) седи на столче пред камерата и с помощта на изкуствени мустаци и няколко вида шапки се преобразява в различни персонажи. Първо се превръща в дългонос оръженосец, яздещ гордо своя кон. След това се превръща в любезен, мустакат кондуктор, след което във властен, брадат морски капитан със суров вид. После с помощта на светла шапка, голям нос и кърпичка придобива вида на мрачен персонаж, последвано от преобразяване в крупен капиталист, сключващ сделка с черна, копринена шапка на главата и тънки мустаци. Накрая с бяла перука, дебели бакенбарди и дълги мустаци придобива вида на пенсиониран разказвач.

## В ролите
- Фелисиен Треве[3]